# Ceutholopha
Ceutholopha é um gênero de mariposa pertencente à família Crambidae.